# Takafumi Hori
Takafumi Hori (født 10. september 1967) er en tidligere japansk fodboldspiller og træner.
Han har spillet for flere forskellige klubber i sin karriere, herunder Toshiba, Urawa Red Diamonds og Shonan Bellmare.
Han har tidligere trænet Urawa Red Diamonds.